# Šarlota Španělská
Šarlota Španělská (Carlota Joaquina Teresa Caetana d Borbón y Borbón, 25. dubna 1775 v královském paláci v Aranjuezu – 7. leden 1830 v paláci Queluz, Portugalské království) byla španělská infantka a portugalská královna, manželka Jana VI. Portugalského. Byla dcerou Karla IV. Španělského a Marie Luisy Parmské.

## Život

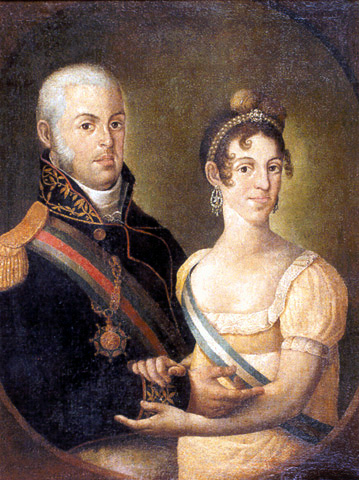
Jan IV. se svou ženou.

V roce 1785, ve svých deseti letech, se vdala za portugalského prince Jana. Tento sňatek byl dílem jejího děda Karla III. a jeho sestry, portugalské královny Mariany Viktorie. Cílem pochopitelně bylo obě země sblížit. Ke konzumaci manželství došlo v roce 1790. Z manželství vzešly tyto děti:
- Marie Tereza Portugalská (29. dubna 1793 – 17. ledna 1874), princezna z Beiry,
⚭ 1810 Petr Karel Bourbonský (18. června 1786 – 4. července 1812)
⚭ 1838 Karel Maria Isidor Bourbonský (29. března 1788 – 10. března 1855), vdovec po její mladší sestře Marii Františce
- František Antonín de Assis de Bragança (21. března 1795 – 11. června 1801), princ z Beiry,
- Marie Isabela Portugalská (19. května 1797 – 26. prosince 1818), ⚭ 1816 Ferdinand VII. (14. října 1784 – 29. září 1833), král španělský v roce 1808 a poté od roku 1813 až do své smrti
- Petr I. Brazilský a IV. Portugalský (12. října 1798 – 24. září 1834), brazilský císař v letech 1822–1831 a portugalský král od března do května roku 1826,
⚭ 1817 Marie Leopoldina Habsbursko-Lotrinská (22. ledna 1797 – 11. prosince 1826)
⚭ 1829 Amélie de Beauharnais (31. července 1812 – 26. ledna 1873)
- Marie Františka Portugalská (22. dubna 1800 – 4. září 1834), ⚭ 1816 Karel Maria Isidor Bourbonský
- Isabela Marie Portugalská (4. července 1801 – 22. dubna 1876), zemřela svobodná a bezdětná
- Michal I. Portugalský (26. října 1802 – 14. listopadu 1866), portugalský (vzdoro)král v letech 1828–1834, ⚭ 1851 Adelaida Löwenstein-Wertheim-Rosenberg (3. dubna 1831 – 16. prosince 1909)
- Maria da Assunção Portugalská (25. června 1805 – 7. ledna 1834), zemřela svobodná a bezdětná
- Anna od Ježíše Marie Portugalská (23. října 1806 – 22. června 1857), ⚭ 1827 Nuno José Severo de Mendoça Rolim de Moura Barreto (6. listopadu 1804 – 22. května 1875), markýz z Loulé a hrabě z de Vale de Reis

Manželé si povahově příliš nevyhovovali a náboženské založení Jana Šarlotu nudilo. Proslýchalo se, že zvlášť mladší z jejích dětí mají jiného otce. Po roce 1806 žili manželé odděleně. V roce 1807 kvůli napoleonské invazi portugalská královská rodina emigrovala do Brazílie. Zde se snažila získat pod svůj vliv Místokrálovství Río de la Plata.
Do Portugalska se královská rodina vrátila až v roce 1821. Byla to však už jiná země než ta před čtrnácti lety, kdy byla zvyklá nad pevnou vládu ve stylu absolutismu. V roce 1821 zde vznikla první ústava. Její syn Michal sdílel její konzervativní postoje, která naopak nesdílel král. V roce 1824 Jana uvěznili v paláci a Šarlota se ho snažila přesvědčit, aby abdikoval ve prospěch Michala. S britskou pomocí však Jan syna vystrnadil ze země. Krátký čas v exilu strávila i Šarlota.
Jan zemřel v roce 1826. Šarlota jeho úmrtní lože nenavštívila s tím, že je těžce nemocná. Zemřela o čtyři roky později, v roce 1830.

## Tituly a oslovení
- 25. dubna 1775 – 8. května 1785: Její Královská Výsost infantka Šarlota Španělská
- 8. května 1785 – 11. září 1788: Její Královská Výsost infantka Šarlota Portugalská
- 11. září 1788 – 20. března 1816: Její Královská Výsost brazilská princezna, vévodkyně z Braganzy
- 20. března 1816 – 15. listopadu 1825: Její Nejvěrnější Veličenstvo královna Spojeného království Portugalska, Brazílie a Algarve
  - 12. října 1822 – 15. listopadu 1825: Titulární královna Brazílie
- 15. listopadu 1825 – 10. března 1826: Její Císařské a Nejvěrnější Veličenstvo královna Portugalska a Algarve, císařovna Brazílie
- 10. března – 2. května 1826: Její Císařské a Nejvěrnější Veličenstvo královna matka Portugalska a Algarve, císařovna Brazílie
- 2. května 1826 – 7. ledna 1830: Její Císařské a Nejvěrnější Veličenstvo královna vdova Portugalska a Algarve, císařovna Brazílie
  - 15. listopadu 1822 – 7. ledna 1830: Titulární císařovna Brazílie

## Vyznamenání
- dáma Řádu svaté Isabely – Portugalské království
- dáma velkokříže Řádu neposkvrněného početí Panny Marie z Vila Viçosa – Portugalské království
- dáma Řádu hvězdového kříže – Rakouské císařství
- dáma Řádu královny Marie Luisy – Španělsko

## Vývod předků
|                   |                           |  |                       |                                       |  |  |  |  |  |  |  | Ludvík Francouzský, Velký Dauphin |
|                   |                           |  |                       |                                       |  |  |  |  |  |  |  |                                   |
|                   | Filip V. Španělský        |  |                       |                                       |  |  |  |  |  |  |  |                                   |
|                   |                           |  |                       |                                       |  |  |  |  |  |  |  |                                   |
|                   |                           |  |                       | Marie Anna Bavorská                   |  |  |  |  |  |  |  |                                   |
|                   |                           |  |                       |                                       |  |  |  |  |  |  |  |                                   |
|                   | Karel III. Španělský      |  |                       |                                       |  |  |  |  |  |  |  |                                   |
|                   |                           |  |                       |                                       |  |  |  |  |  |  |  |                                   |
|                   |                           |  |                       | Eduard Parmský                        |  |  |  |  |  |  |  |                                   |
|                   |                           |  |                       |                                       |  |  |  |  |  |  |  |                                   |
|                   | Alžběta Parmská           |  |                       |                                       |  |  |  |  |  |  |  |                                   |
|                   |                           |  |                       |                                       |  |  |  |  |  |  |  |                                   |
|                   |                           |  |                       | Dorotea Žofie Falcko-Neuburská        |  |  |  |  |  |  |  |                                   |
|                   |                           |  |                       |                                       |  |  |  |  |  |  |  |                                   |
|                   | Karel IV. Španělský       |  |                       |                                       |  |  |  |  |  |  |  |                                   |
|                   |                           |  |                       |                                       |  |  |  |  |  |  |  |                                   |
|                   |                           |  |                       | August II. Silný                      |  |  |  |  |  |  |  |                                   |
|                   |                           |  |                       |                                       |  |  |  |  |  |  |  |                                   |
|                   | August III. Polský        |  |                       |                                       |  |  |  |  |  |  |  |                                   |
|                   |                           |  |                       |                                       |  |  |  |  |  |  |  |                                   |
|                   |                           |  |                       | Kristýna Eberhardýna Hohenzollernová  |  |  |  |  |  |  |  |                                   |
|                   |                           |  |                       |                                       |  |  |  |  |  |  |  |                                   |
|                   | Marie Amálie Saská        |  |                       |                                       |  |  |  |  |  |  |  |                                   |
|                   |                           |  |                       |                                       |  |  |  |  |  |  |  |                                   |
|                   |                           |  |                       | Josef I. Habsburský                   |  |  |  |  |  |  |  |                                   |
|                   |                           |  |                       |                                       |  |  |  |  |  |  |  |                                   |
|                   | Marie Josefa Habsburská   |  |                       |                                       |  |  |  |  |  |  |  |                                   |
|                   |                           |  |                       |                                       |  |  |  |  |  |  |  |                                   |
|                   |                           |  |                       | Amálie Vilemína Brunšvicko-Lüneburská |  |  |  |  |  |  |  |                                   |
|                   |                           |  |                       |                                       |  |  |  |  |  |  |  |                                   |
| Šarlota Španělská |                           |  |                       |                                       |  |  |  |  |  |  |  |                                   |
|                   |                           |  |                       |                                       |  |  |  |  |  |  |  |                                   |
|                   |                           |  | Ludvík, Velký Dauphin |                                       |  |  |  |  |  |  |  |                                   |
|                   |                           |  |                       |                                       |  |  |  |  |  |  |  |                                   |
|                   | Filip V. Španělský        |  |                       |                                       |  |  |  |  |  |  |  |                                   |
|                   |                           |  |                       |                                       |  |  |  |  |  |  |  |                                   |
|                   |                           |  |                       | Marie Anna Bavorská                   |  |  |  |  |  |  |  |                                   |
|                   |                           |  |                       |                                       |  |  |  |  |  |  |  |                                   |
|                   | Filip Parmský             |  |                       |                                       |  |  |  |  |  |  |  |                                   |
|                   |                           |  |                       |                                       |  |  |  |  |  |  |  |                                   |
|                   |                           |  |                       | Eduard Parmský                        |  |  |  |  |  |  |  |                                   |
|                   |                           |  |                       |                                       |  |  |  |  |  |  |  |                                   |
|                   | Alžběta Parmská           |  |                       |                                       |  |  |  |  |  |  |  |                                   |
|                   |                           |  |                       |                                       |  |  |  |  |  |  |  |                                   |
|                   |                           |  |                       | Dorotea Žofie Falcko-Neuburská        |  |  |  |  |  |  |  |                                   |
|                   |                           |  |                       |                                       |  |  |  |  |  |  |  |                                   |
|                   | Marie Luisa Parmská       |  |                       |                                       |  |  |  |  |  |  |  |                                   |
|                   |                           |  |                       |                                       |  |  |  |  |  |  |  |                                   |
|                   |                           |  |                       | Ludvík Francouzský, Malý Dauphin      |  |  |  |  |  |  |  |                                   |
|                   |                           |  |                       |                                       |  |  |  |  |  |  |  |                                   |
|                   | Ludvík XV.                |  |                       |                                       |  |  |  |  |  |  |  |                                   |
|                   |                           |  |                       |                                       |  |  |  |  |  |  |  |                                   |
|                   |                           |  |                       | Marie Adelaide Savojská               |  |  |  |  |  |  |  |                                   |
|                   |                           |  |                       |                                       |  |  |  |  |  |  |  |                                   |
|                   | Luisa Alžběta Francouzská |  |                       |                                       |  |  |  |  |  |  |  |                                   |
|                   |                           |  |                       |                                       |  |  |  |  |  |  |  |                                   |
|                   |                           |  |                       | Stanisław Leszczyński                 |  |  |  |  |  |  |  |                                   |
|                   |                           |  |                       |                                       |  |  |  |  |  |  |  |                                   |
|                   | Marie Leszczyńská         |  |                       |                                       |  |  |  |  |  |  |  |                                   |
|                   |                           |  |                       |                                       |  |  |  |  |  |  |  |                                   |
|                   |                           |  |                       | Kateřina Opalinská                    |  |  |  |  |  |  |  |                                   |
|                   |                           |  |                       |                                       |  |  |  |  |  |  |  |                                   |